# Station Øyer
Station Øyer is een station in Øyer in fylke Innlandet in Noorwegen. Het stationsgebouw dateert uit 1894 en is een ontwerp van Paul Due. Het station werd in 1988 gesloten voor personenvervoer. Het is nog wel in gebruik als passeerspoor.